# وزارت فرهنگ (ترکمنستان)
وزارت فرهنگ ترکمنستان (ترکمنی: Türkmenistanyň medeniýet ministrligi) یک نهاد دولتی ترکمنستان است. مأموریت آن تدوین و اجرای سیاست‌های فرهنگی دولتی در حمایت از هنر حرفه‌ای و آماتور، تئاتر، موسیقی، هنرهای زیبا، سینما، موزه‌ها، کتابخانه‌ها و نشریات مکتوب، حفاظت از حق نشر و منافع مرتبط با حق تکثیر، و حفاظت از ارزش‌های فرهنگی است.

## سازمان‌های تابعه
- سیرک دولتی ترکمن
- آکادمی دولتی هنر ترکمنستان